# Kościół św. Stanisława Biskupa w Odernem
Kościół św. Stanisława Biskupa w Odernem – drewniany rzymskokatolicki kościół filialny znajdujący się w Odernem z 1898.
W 1995 kościół wpisano do rejestru zabytków.

## Historia obiektu
Kościół został zbudowany w 1898 z fundacji ówczenej właścicielki Odernego hrabiny Magdaleny Miłkowskiej jako "wotum za spłacenie wszystkich ciężarów majątkowych". Pełnił funkcję kościoła pomocniczego parafii w Ropie. Wzniesiony był głównie dla ludności polskiej zasiedlonej w osadzie w XIX wieku do obsługi huty szkła okiennego. W 1943 dobudowano zakrystię i przedsionek. Kościół rozbudowano w 2002: przedłużono nawę, dobudowano przedsionek od strony zachodniej i dodano drugą wieżyczkę na sygnaturkę. Obecnie pełni funkcję kościoła filialnego parafii Matki Bożej Nieustającej Pomocy w Uściu Gorlickim.

## Architektura i wyposażenie
Obiekt z drewna modrzewiowego, konstrukcji zrębowej, jednonawowy. Niewyodrębnione prezbiterium zamknięte trójbocznie z kwadratową zakrystią na osi. Przed nawą kruchta zwieńczona ośmioboczną wieżyczką ze stożkowym hełmem. Dach nawy i prezbiterium dwuspadowy kryty gontem z małą wieżyczką. Ściany oszalowane poziomo.
Wnętrze nakryte pozornym sklepieniem kolebkowym. Ołtarz główny barokowy z XVIII wieku i dwa boczne współczesne.

## Otoczenie
Obok kościoła współczesna metalowa dzwonnica z dzwonem z 1927 i cmentarz.